# Série des stades de la LNH 2022
Navigation
2020 2023
La Série des stades de la LNH 2022 ou la Série des stades Navy Federal Credit Union 2022 de la LNH, dont le sponsor est la banque de services financiers Navy Federal Credit Union, est un match en plein air se déroulant lors de la saison régulière de la Ligue nationale de hockey (LNH). Cette série se distingue des Classiques telles que la Classique hivernale et la Classique Héritage. Les Predators de Nashville sont les hôtes du match, qui se dispute au Nissan Stadium. La partie, initialement prévue le 20 février 2021, est reportée en raison des conséquences de la pandémie de Covid-19.

## Historique
La LNH a initialement annoncé le 15 février 2020 que la série des stades 2021 serait organisée par les Hurricanes de la Caroline au Carter-Finley Stadium. Après avoir pris le contrôle majoritaire de l'équipe en 2018, le propriétaire des Hurricanes, Thomas Dundon, s'est fixé comme objectif de faire jouer son club lors de son premier match en plein air. En 2019, Dundon a invité le commissaire de la LNH, Gary Bettman, à visiter le Carter-Finley Stadium pour voir si c'était faisable. Avant que la ligue puisse finaliser le match, les Hurricanes ont dû rechercher des fonds supplémentaires auprès du gouvernement local et d'autres organisations pour aider à compenser le coût de l'hébergement du match.
La LNH a reporté le début de la saison 2020-2021 à janvier 2021, en raison de la pandémie de Covid-19 ayant forcé les séries éliminatoires 2020 à se terminer fin septembre. Le 22 octobre 2020, la LNH a reporté à la fois la Classique d'hiver de la LNH 2021 et le Match des étoiles 2021 en raison d'une « incertitude continue » puisque les deux évènements de janvier dépendent de la participation des fans,. La décision de reporter davantage le match de la Série des stades a été prise le 23 décembre.
Les Hurricanes ont ensuite demandé à la ligue de reporter le match pour la saison 2022-2023, avec le président de l'équipe et directeur général Donald Waddell déclarant qu'il voulait « assurer un environnement sûr ». Le 28 juin 2021, la ligue a annoncé que le match de 2022 aurait lieu au Nissan Stadium de Nashville, avec les Predators de Nashville accueillant le Lightning de Tampa Bay.
Le match sera diffusé à l'échelle nationale aux États-Unis par la TNT. Comme il est prévu pour un samedi soir, le match sera diffusé au nord de la frontière sous la bannière Hockey Night in Canada sur Sportsnet.

## Match
| 26 février | Predators de Nashville | 2-3 (1-0, 0-2, 1-1) | Lightning de Tampa Bay | Nissan Stadium 68 619 spectateurs |

| Feuille de match | Feuille de match                                         | Feuille de match    | Feuille de match                                                                         | Feuille de match |
| ---------------- | -------------------------------------------------------- | ------------------- | ---------------------------------------------------------------------------------------- | ---------------- |
|                  | Tanner Jeannot — 8 min 20 s Filip Forsberg — 32 min 29 s | 1-0 1-1 1-2 1-3 2-3 | Brayden Point — 20 min 58 s Nikita Koutcherov — 26 min 18 s Steven Stamkos — 31 min 31 s |                  |
| Juuse Saros      | Gardiens                                                 | Andreï Vassilevski  |                                                                                          |                  |
| 18 min           | Pénalités                                                | 18 min              |                                                                                          |                  |
| 28               | Tirs                                                     | 33                  |                                                                                          |                  |